# 潘緻慧
潘緻慧（英語：Waiwai Poon Chi-wai，1990年4月—），香港獨立唱作人，前音樂團隊ShowOff成員，曾參與電影配樂及為歌手錄製樣帶等幕後工作。早期活躍於街頭音樂，於2014年參加無綫電視歌唱比賽《超級巨聲4》而開始為人所知。2016年，加入ShowOff音樂團隊，主力發表廣東歌mashup系列。 2020年，參加ViuTV《全民造星III》 憑著自彈自唱原創歌《優異生 + Im-perfect》順利進入50強。惟後期因身體狀況持續欠佳，導師彭秀慧忍痛淘汰愛將，於30強止步。
2021年10月，舉辦首個個人音樂會《成長說明書》，聯同一眾相識多年的樂手朋友包括：bandleader兼結他手Nic Tsui、低音結他手阿偉Ivan、鼓手Arpo、鍵盤手Brian Yip、大提琴手Bernard Chan （页面存档备份，存于）@VSing、口風琴手兼和音劻宜Connie Lai、木結他手Matthew Wong及敲擊樂手Popper Billy，首次公開演繹多首原創作品:《成長委託人》、《優異生》、《由自可》、《目空》、《鮟鱇》、《燈籠魚》、《落日見》等。其後於2022年移居台灣。
2024年5月二次移民，此前舉辦了《The END;》個人音樂會，與一班樂手好友共同完成一場farewell show，其中包括bandleader兼低音結他手阿偉Ivan、結他手Mansum、鼓手Jaedyn Yu、鋼琴手Kenji Tam、synthesist & programmer Brian Yip、敲擊樂手Popper Billy及和音劻宜Connie Lai。隨後移居英國倫敦。

## 簡歷
- 2020年: 參加 ViuTV《全民造星III》- 30強
- 2016年: 加入 ShowOff 音樂團隊
- 2014年: 參加 TVB《超級巨聲4》- 排名第11

## 歌曲/演出

### 歌曲
| 發佈/首唱 年份 | 歌曲             | 主唱   | 作曲   | 填詞   |
| -------------- | ---------------- | ------ | ------ | ------ |
| 2023年         | 《人間的慰勞曲》 | 羅振峰 | 潘緻慧 | Oscar  |
| 2021年         | 《落日見》       | 潘緻慧 | 潘緻慧 | 潘緻慧 |
| 2021年         | 《燈籠魚》       | 潘緻慧 | 潘緻慧 | 潘緻慧 |
| 2021年         | 《鮟鱇》         | 潘緻慧 | 潘緻慧 | 潘緻慧 |
| 2021年         | 《目空》         | 潘緻慧 | 潘緻慧 | 陳智霖 |
| 2021年         | 《成長委託人》   | 潘緻慧 | 潘緻慧 | 陳智霖 |
| 2021年         | 《由自可》       | 潘緻慧 | 潘緻慧 | 陳智霖 |
| 2020年         | 《優異生》       | 潘緻慧 | 潘緻慧 | 潘緻慧 |
| 2015年         | 《抗衰老》       | 潘緻慧 | 潘緻慧 | 潘緻慧 |

### 音樂會/演唱會
| 年份   | 音樂會/演唱會名稱               | 地點              | 備註 |
| ------ | ------------------------------- | ----------------- | --- |
| 2024年 | 《The END;》                    | Drummers' Ark     | Waiwai Farewell Show (UK) 嘉賓: 阿左(陳樂頤)@Beanies                                                      |
| 2022年 | 《和記有約 x Waiwai》           | 和記餐廳 (灣仔店) | Waiwai Farewell Party (TW)                                                                                |
| 2021年 | 《8982021》                     | Play It Loud      | Waiwai x 阿左(陳樂頤) 音樂會                                                                              |
| 2021年 | 和記餐廳冠名贊助 《成長說明書》 | Sogno             | Waiwai首個個人音樂會 嘉賓: 阿左(陳樂頤) x Ada(李芷君) x Maggie(蔡可汶 （页面存档备份，存于）)、CY(陳宗澤) |
| 2021年 | 《私家音樂「候機室」音樂會》    | Music Zone        | 同場表演單位: Kolor / Eagle Chan / Gordon Ho / 小肥 / 吳林峰 / 力臻 / 范浩賢 / 蔡可汶 / 李芷君            |
| 2017年 | 《生於 C Allstar 演唱會》       | 紅館              | 表演嘉賓                                                                                                  |
| 2016年 | 《ShowOff Live One 演唱會》     | 麥花臣場館        | / |

### 電視節目（ViuTV）
- 2023年:《擊戰II》嘉賓(台灣篇) - 第12集: 絕命青年 x Waiwai x 4強女鼓手

- 2021年:《囝囝女女730》[4]造星囝女
- 2020年:《全民造星III》參賽者

### 電視節目（無綫電視）
- 2016年:《不停音樂》
- 2015年:《音樂工房》
- 2014年:《勁歌金曲》
- 2014年:《超級巨聲4》參賽者

### 電影
- 2021年:《假冒女團》客串
- 2018年:《八步半:喜怒哀樂》客串 主音鼓手

## 主持
- 2021年：雅虎香港《Yahoo! Lunch K》

## 音樂連結

### 比賽曲目
- 《全民造星III》Pre round - 原創歌《優異生 + Im-perfect》

- 《全民造星III》指定歌曲 - 暗黑版《時代巨輪》 （页面存档备份，存于）

- 《全民造星III》自選項目 - 《Chandelier》 （页面存档备份，存于）

- 《全民造星III》自選項目 -《女人愛情觀自在》 （页面存档备份，存于）

- 《超級巨聲4》- 潘緻慧 & 楊雅餘《原點》 （页面存档备份，存于）

- 《超級巨聲4》- 潘緻慧《我能體諒》 （页面存档备份，存于）

### Music Live
- 2022 Waiwai 原創歌《由自可》@ Blow Music （页面存档备份，存于）

- 2021《成長說明書》音樂會 - full band《由自可》 （页面存档备份，存于）

- 2021 Xmas Music Busking -《致姍姍來遲的你》 （页面存档备份，存于）

- 2021 Play It Live x Waiwai -《迷失藝術》 （页面存档备份，存于）

- 2021 Play It Live x Waiwai -《彼個所在》 （页面存档备份，存于）

- 2017 hmv Live x Waiwai （页面存档备份，存于）

### ShowOff 音樂團隊作品
- 2017 Mashup 專業滴嗒30年 - ShowOff （页面存档备份，存于）

- 2018 Mashup 別讓最喜愛沉沒 - ShowOff （页面存档备份，存于）

- 2018 Mashup 陪你到電影終結 - ShowOff （页面存档备份，存于）

## 訪問連結
- 《全民造星III》Waiwai Audition （页面存档备份，存于）

- 好評如潮 第九期: Waiwai的音樂世界 （页面存档备份，存于）

- SoooRadio 她與她的故事(01) - 她與她的造星之路 （页面存档备份，存于）

## 外部連結
- 潘緻慧的Instagram帳戶
- 潘緻慧的Patreon帳戶 （页面存档备份，存于）